# Rubus hercynicus
Rubus hercynicus — вид квіткових рослин з родини трояндових (Rosaceae). Ареал: пн. Чехія, Німеччина, пд.-зх. Польща.
У Польщі вид росте переважно біля підніжжя Судет. Локально поширена ожина, часто пов'язана з ялинниками.